# Русские братья (фильм)
«Русские братья» — российский художественный фильм 1992 года.

## Сюжет
В фильме присутствуют две сюжетные линии — одна повествует о событиях, произошедших в начале 90-х годов в России, где случайно встречаются два родных брата, один из которых — военнослужащий внутренних войск, участвующий в операции по поимке и обезвреживанию беглых зеков после массового побега из колонии, а другой — один из тех самых зеков. Другая сюжетная линия начинается с воспоминаний старого лесника, который, увидев братьев и то, как они похожи друг на друга, вспомнил, как когда-то, во время Гражданской войны, он потерял своего брата по причине разных с ним политических убеждений. Идея фильма заключается в том, что исторические катаклизмы в любой момент могут поставить страну на грань братоубийства, когда два родных брата окажутся разделёнными линией фронта, законом, убеждениями и политическими взглядами.

## В ролях
- Михаил Глузский — Евгений Николаевич, старый лесник
- Владимир Торсуев — Николай, беглый зек
- Юрий Торсуев — Иван, военнослужащий внутренних войск
- Алексей Симановский — Александр, военнослужащий внутренних войск
- Александр Бобровский — Евгений Николаевич в молодости, белый офицер
- Александр Панкратов-Чёрный — Тишка Семёнов, есаул
- Нина Русланова — Марфуша, возлюбленная Семёнова
- Николай Фомин — поручик Бобырев
- Виктор Павлов — батюшка
- Владимир Ивашов — Степан Андреевич, белый офицер
- Наталья Жвачкина — игуменья

## Съёмочная группа
- Режиссёр: Николай Фомин
- Сценаристы: Николай Фомин, Александр Сеплярский
- Оператор: Роман Весселер
- Композитор: Алексей Гарнизов